# Charles Cros

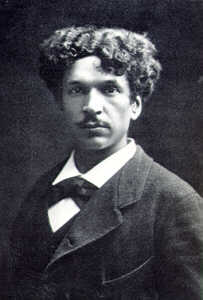
Charles Cros

Charles Cros (Fabrezan (Aude), 1 oktober 1842 – Parijs, 9 augustus 1888) was een Frans dichter en uitvinder.
Cros studeerde geneeskunde, maar gaf zijn studies op. Hij gaf een tijd les aan een school voor doofstommen in Parijs.

## Dichter
Zijn eerste gedichten verschenen in de driedelige bloemlezing Le Parnasse contemporain. Hij hield zich op in de symbolistische schrijverskringen van die tijd, bij de Zutisten en de Hydropathes. Bekendheid verwierf Cros met zijn lange literaire monologen, die hij onder andere in het theatercafé Le Chat Noir voordroeg. In zijn eerste gedichtenbundel Le Coffret de santal (1873) staat o.m. zijn bekende, haast absurdistische tekst 'Le Hareng saur'. Postuum verscheen Le Collier de griffes (1908), een bundel die net als zijn eerste ook prozagedichten bevat.

## Uitvinder
Cros was bijna de uitvinder van de fonograaf geweest, de voorloper van de platenspeler. In april 1877 liet hij de Académie des sciences in Parijs weten dat geluidsgolven konden worden gemeten met een stift die aan een vibrerend membraan bevestigd was. Verder legde hij uit dat men dan ook de geluidsgolven in metaal zou kunnen graveren en het geluid met een naald zou kunnen reproduceren. Hij noemde zijn uitvinding "paléophone". Voordat hij zijn idee verder kon uitwerken of een model bouwen, wist Thomas Edison echter al de eerste werkende fonograaf te ontwikkelen. Cros en Edison waren hoogstwaarschijnlijk niet op de hoogte van elkaars werk.
In 1869 had Cros al een methode voor kleurenfotografie voorgesteld, door middel door van opnames door drie verschillende kleurenfilters. Hij ontwierp ook een verbeterde versie van de elektrische telegraaf.
Cros meende verder dat waargenomen lichtpuntjes op Mars en Venus het stadslicht van grote steden op die planeten was. Zijn idee om een reusachtige spiegel te bouwen om met de planeetbewoners te communiceren, vond echter geen weerklank bij de Franse regering.
Zijn naam leeft voort in de Académie Charles-Cros, een Franse instelling die jaarlijks prijzen toekent aan de beste plaatopnamen (tegenwoordig op cd of dvd, de Grands Prix du Disque. In zijn geboorteplaats Farbezan is een museum te zijner ere.

## Nederlandse editie
In het oorlogsjaar 1944 drukte typograaf en uitgever Huib van Krimpen clandestien een gedichtencyclus van Charles Cros, Les quatre saisons, met als uitgeversnaam 'Le lapin et le chat'. Het boek was voorzien van vier kleurenillustraties van de Indonesische kunstenaar Saraochim Salim. In 1946 werd het boek (eveneens door Van Krimpen) herdrukt.
- Bibsys: 4059642
- Biblioteca Nacional de España: XX1099805
- Bibliothèque nationale de France: cb118982094 (data)
- Catàleg d'autoritats de noms i títols de Catalunya: 981058519257906706
- CiNii: DA02547369
- Digitale Bibliotheek voor de Nederlandse Letteren: cros004
- Stuttgart Database of Scientific Illustrators 1450–1950: 1307
- Gemeinsame Normdatei: 118677403
- International Standard Name Identifier: 0000 0001 2122 9320
- Library of Congress Control Number: n82058557
- MusicBrainz: 03ac95e3-3fff-4c24-8781-500c5c3be4e2
- Bibliotheek van het Japanse parlement: 001169626
- Nationale Bibliotheek van Tsjechië: ola2002159034
- Nationale Bibliotheek van Israël: 987007458650805171
- Nationale Bibliotheek van Polen: a0000003210985
- Nationale en Universitaire bibliotheek Zagreb: 000168986
- Nederlandse Thesaurus van Auteursnamen: 070374961
- PIC: 300123
- Réseau des bibliothèques de Suisse occidentale: 02-A003144855
- RKD-Nederlands Instituut voor Kunstgeschiedenis: 393883
- Istituto Centrale per il Catalogo Unico: CFIV098841
- LIBRIS: 328549
- SNAC: w6862hdq
- Système universitaire de documentation: 026806045
- Union List of Artist Names: 500078001
- Virtual International Authority File: 19676238
- WorldCat: E39PBJpjhJJMWW63PWhPwYXcfq